# You're My Heart, You're My Soul
"You're My Heart, You're My Soul" é o primeiro single do duo alemão Modern Talking, lançado como uma das canções do álbum de estreia 1st Album. Foi lançado inicialmente em 29 de outubro de 1984, tendo estado entre as 40 canções mais executadas na Alemanha em 21 de janeiro do ano seguinte, e na 9ª posição em 28 de janeiro, quase três meses após seu lançamento. Três semanas depois, figurou na 1ª posição no ranking alemão, tendo estado nesta posição por seis semanas e no ranking geral por 25 semanas, conquistando também um disco de ouro pela venda de 250.000 cópias no país. "You're My Heart, You're My Soul" é considerado até hoje como o single mais vendido do Modern Talking, tendo sido comercializada mais de 8 milhões de cópias em todo o mundo.
O single foi relançado em 1998, como "You're My Heart, You're My Soul '98". Esta reedição, composta em um ritmo musical mais recente, obteve sucesso semelhante à canção original, tendo conquistado um disco de platina pela venda de mais de 500.000 cópias na Alemanha.

## Faixas
7" (Hansa 106 884) (BMG)  29.10.1984
| Número | Título                                                   | Duração |
| ------ | -------------------------------------------------------- | ------- |
| 1.     | "You're My Heart, You're My Soul"                        | 3:48    |
| 2.     | "You're My Heart, You're My Soul" (Instrumental Version) | 4:01    |

12" (Hansa 601 496) (BMG)  29.10.1984
| Número | Título                                                   | Duração |
| ------ | -------------------------------------------------------- | ------- |
| 1.     | "You're My Heart, You're My Soul"                        | 5:35    |
| 2.     | "You're My Heart, You're My Soul" (Instrumental Version) | 4:01    |

## Desempenho
| Classificação (1985)                           | Melhor posição |
| ---------------------------------------------- | -------------- |
| Áustria (Ö3 Austria Top 75)                    | 1              |
| Bélgica (Ultratop 50 de Flandres)              | 1              |
| Bélgica (VRT Top 30 Flanders)                  | 1              |
| União Europeia (Eurochart Hot 100)             | 1              |
| França (SNEP)                                  | 3              |
| O campo songid é OBRIGATÓRIO PARA PARADA ALEMÃ | 1              |
| Itália (FIMI)                                  | 22             |
| Países Baixos (Dutch Top 40)                   | 4              |
| Países Baixos (Single Top 100)                 | 6              |
| Noruega (VG-lista)                             | 3              |
| África do Sul (Springbok Radio)                | 2              |
| Espanha (AFYVE)                                | 2              |
| Suécia (Sverigetopplistan)                     | 3              |
| Suíça (Schweizer Hitparade)                    | 1              |

| Classificação (1985)            | Posição |
| ------------------------------- | ------- |
| Áustria (Ö3 Austria Top 40)     | 2       |
| Bélgica (Ultratop 50 Flanders)  | 7       |
| França (SNEP)                   | 12      |
| Alemanha (Media Control Charts) | 2       |
| Holanda (Dutch Top 40)          | 27      |
| Holanda (Single Top 100)        | 34      |
| África do Sul (Springbok Radio) | 7       |
| Suíça (Schweizer Hitparade)     | 3       |

| Região          | Certificação | Vendas/distribuição |
| --------------- | ------------ | ------------------- |
| França (SNEP)   | Ouro         | 715.000             |
| Alemanha (BVMI) | Ouro         | 250.000             |

## You're My Heart, You're My Soul '98
"You're My Heart, You're My Soul '98" é uma canção do duo alemão Modern Talking presente no álbum Back for Good, sendo também o primeiro single após o retorno do duo, em 1998. É uma re-edição da canção original "You're My Heart, You're My Soul", lançada em 1984.
A canção foi lançada em 16 de março de 1998. Esteve entre os cinco singles mais executados em vários países, como Alemanha, Suíça, Áustria e França; e entre os dez mais executados em muitos outros países, dentre os quais Suécia e Finlândia. Na Alemanha, estreou entre as dez canções mais executadas em 6 de abril de 1998, tendo chegado à 2ª posição na semana seguinte. Após dez semanas no ranking, "You're My Heart, You're My Soul '98" recebeu um disco de platina pela venda de mais de 500.000 cópias na Alemanha. Na França, esteve na terceira posição e recebeu um disco de ouro pela venda de mais de 250.000 cópias.

### Faixas
CD-Single Hansa 74321 58884 2 (BMG) 16.03.1998
| Número | Título                                                   | Duração |
| ------ | -------------------------------------------------------- | ------- |
| 1      | You're My Heart, You're My Soul (Modern Talking Mix '98) | 3:49    |
| 2.     | You're My Heart, You're My Soul (Classic Mix '98)        | 3:41    |

CD-Maxi Hansa 74321 57357 2 (BMG) / EAN 0743215735724	16.03.1998
| Número | Título                                                                        | Duração |
| ------ | ----------------------------------------------------------------------------- | ------- |
| 1      | You're My Heart, You're My Soul (Modern Talking Mix '98)                      | 3:49    |
| 2.     | You're My Heart, You're My Soul (Classic Mix '98)                             | 3:41    |
| 3      | You're My Heart, You're My Soul (Modern Talking Mix '98 feat. Eric Singleton) | 3:17    |
| 4.     | You're My Heart, You're My Soul (Original Short Mix '84)                      | 3:22    |
| 5.     | You're My Heart, You're My Soul (Original Long Mix '84)                       | 5:36    |

- UK maxi-single

UK: Hansa Records 74321 60812 2
1. "You're My Heart, You're My Soul (Modern Talking Mix '98)" – 3:53
2. "You're My Heart, You're My Soul (Original Long Mix '84)" – 5:33
3. "You're My Heart, You're My Soul 1998 (Paul Masterson's extended mix)" – 7:15

- UK 12-inch maxi-single

BMG MT001
1. "You're My Heart, You're My Soul" (Paul Masterson extended mix) – 7:15
2. "You're My Heart, You're My Soul" (Paul Masterson dub) – 6:52
3. "You're My Heart, You're My Soul (Modern Talking Mix '98 feat. Eric Singleton)" – 3:15
4. "You're My Heart, You're My Soul (Original Long Mix '84)" – 5:36

### Desempenho
| Chart (1998)                                   | Melhor posição |
| ---------------------------------------------- | -------------- |
| Áustria (Ö3 Austria Top 75)                    | 2              |
| Bélgica (Ultratop 50 de Flandres)              | 26             |
| Bélgica (Ultratop 50 da Valônia)               | 10             |
| Bélgica (VRT Top 30 Flanders)                  | 26             |
| Finlândia (Suomen virallinen lista)            | 8              |
| França (SNEP)                                  | 3              |
| O campo songid é OBRIGATÓRIO PARA PARADA ALEMÃ | 2              |
| Irlanda (IRMA)                                 | 8              |
| Suécia (Sverigetopplistan)                     | 6              |
| Suíça (Schweizer Hitparade)                    | 4              |

| Chart (1998)                   | Posição |
| ------------------------------ | ------- |
| Áustria (Ö3 Austria Top 40)    | 23      |
| Bélgica (Ultratop 50 Wallonia) | 47      |
| França (SNEP)                  | 12      |
| Suíça (Schweizer Hitparade)    | 35      |

| Região          | Certificação | Vendas/distribuição |
| --------------- | ------------ | ------------------- |
| França (SNEP)   | Ouro         | 475.000             |
| Alemanha (BVMI) | Platina      | 500.000             |
| Suécia (GLF)    | Platina      | 30.000              |

- Este artigo foi inicialmente traduzido, total ou parcialmente, do artigo da Wikipédia em inglês cujo título é «You're My Heart, You're My Soul», especificamente desta versão.